# Colocleora delos
Colocleora delos là một loài bướm đêm trong họ Geometridae.